# Diceratherium
Diceratherium ist eine ausgestorbene Gattung der Nashörner, die vom Frühen Oligozän vor rund 33 Millionen Jahren bis zum Mittleren Miozän vor 14 Millionen Jahren in Nordamerika lebte. Es war der erste Nashornvertreter mit deutlich ausgebildeten Hörnern. Dabei besaß Diceratherium zwei Hörner, die jedoch nur bei männlichen Tieren vorkamen und im Gegensatz zu den heutigen zweihörnigen Nashörnern paarig auf der Nase saßen. Der Nashornvertreter lebte in teils offenen Landschaften.

## Merkmale
Diceratherium umfasste mittelgroße bis sehr große Nashornvertreter und stellte bis zur Ankunft der frühen Rüsseltiere das größte Landsäugetier seiner Zeit in Nordamerikas dar. Die mittelgroßen Arten konnten eine Kopf-Rumpf-Länge von 236 cm erreichen und wiesen eine Schulterhöhe von etwa 121 cm auf, die größten Vertreter waren erheblich größer und übertreffen die mittelgroßen Arten in allen Längenmaßen um 30 %.
Der Schädel wurde 42 bis 56 cm lang und war sehr langgestreckt und flach. Das Stirnbein war im hinteren Bereich deutlich aufgesteilt, das Hinterhauptsbein hatte eine eher rechtwinklige Form. Das Nasenbein zeigte sowohl seitlich als auch in Längsrichtung deutliche Krümmungen und war sehr langgestreckt. An der vorderen Spitze befanden sich jeweils zwei nebeneinanderliegende perlartig aufgeraute Flächen, die die Lage der Hörner anzeigt. Diese standen paarig nebeneinander, im Gegensatz zu den Tandemhörnern der heutigen zweihörnigen Nashörner. Das Nasenbein besaß keine Verbindung mit dem Zwischenkieferknochen, sondern lag weit oberhalb, der Naseninnenraum war relativ groß.

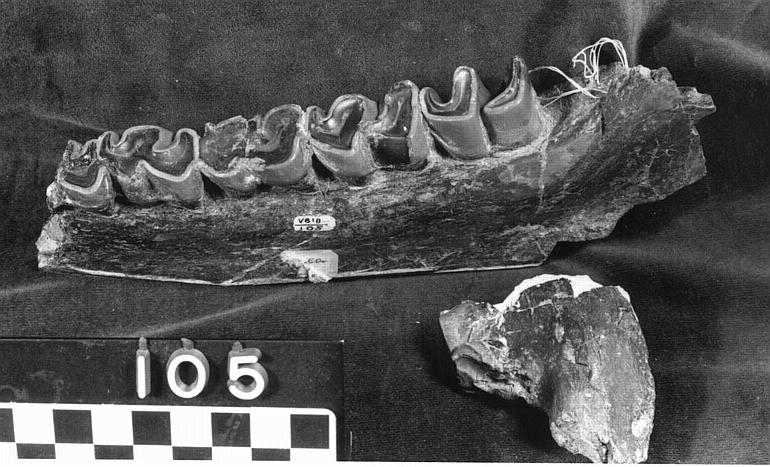
Unterkiefer von D. annectens

Der Unterkiefer maß zwischen 35 und 45 cm Länge und besaß einen robusten Knochenkörper. Die Symphyse war ebenfalls kräftig, konnte bis zu 10 cm lang werden und reicht bis zum dritten Prämolaren. Das Gebiss war gegenüber dem des Vorgängers von Diceratherium, Subhyracodon, leicht reduziert und umfasste folgende Zahnformel: {\displaystyle {\frac {2.0.4.3}{2.0.3.3}}}. Die inneren Schneidezähne (I1) wiesen eine nagelartige, kleine Form auf, die äußeren (I2) waren dagegen konisch lang und schräg nach vorn gerichtet mit bis zu 8,7 cm Länge, so dass sie kleinen Stoßzähnen ähnelten. Der Eckzahn fehlte, zum hinteren Gebiss bestand ein Diastema von bis zu 7 cm Länge. Die Prämolaren waren mit Ausnahme des jeweils ersten deutlich molarisiert und ähnelten so den Molaren. Alle hinteren Backenzähne waren leicht hochkronig (hypsodont).
Das postcraniale Skelett ist durch einige vollständige Skelettfunde bekannt. Die Wirbelsäule bestand aus 7 Hals-, 19 Brust-, 5 Lenden-, 3 Kreuzbein- und 21 Schwanzwirbel. Vor allem die Dornfortsätze an den Brustwirbeln waren deutlich massiver als beim nahe verwandten Subhyracodon. Der Körper war allgemein kräftig und besaß lange, schlanke Gliedmaßen, der Oberschenkelknochen wurde bis zu 37 cm lang. Dabei waren aber die Metapodien vergleichsweise kurz. Arme und Beine endeten jeweils in drei Strahlen mit einem kräftig geformten Mittelstrahl.

## Fossilfunde
Diceratherium ist ausschließlich aus Nordamerika bekannt und wird überwiegend in den High Plains und dem Nordwesten der USA gefunden. Das wichtigste Fundgebiet stellt die White-River-Gruppe dar, zu der die Chadron-Formation sowie die Brule-Formation gehören. Beide sind durch den White River aufgeschlossen. Bedeutende Fundpunkte liegen in den White River Badlands von South Dakota. Ein vollständiges Skelett wurde bereits 1892 im Protaceras Bed der Brule-Formation entdeckt, dem lediglich ein Teil des Vorderfußes, einige Rippen und das Brustbein fehlte. Weitere Funde, vor allem Schädel, aber auch postcraniale Skelettelemente, stammen aus weiteren Abschnitten der Brule-Formation. Alle diese Funde werden der mittelgroßen Art D. tridactylum zugewiesen. Ein vollständiger Schädel nebst Gliedmaßen von D. armatum wiederum stammt aus der John-Day-Formation in Oregon (John Day Fossil Beds National Monument). Sehr zahlreiches Material von D. niobrarense kam aus der unteren Marsland-Formation in Nebraska zu Tage und gehört mit einem Alter von 14 Millionen Jahren zu den jüngsten Funden. Reste der sehr großen Art D. radtkei, darunter ein Unterkiefer und mehrere Schädelfragmente, sind unter anderem aus den Cabbage Patch Beds im westlichen Montana nachgewiesen.

## Paläobiologie

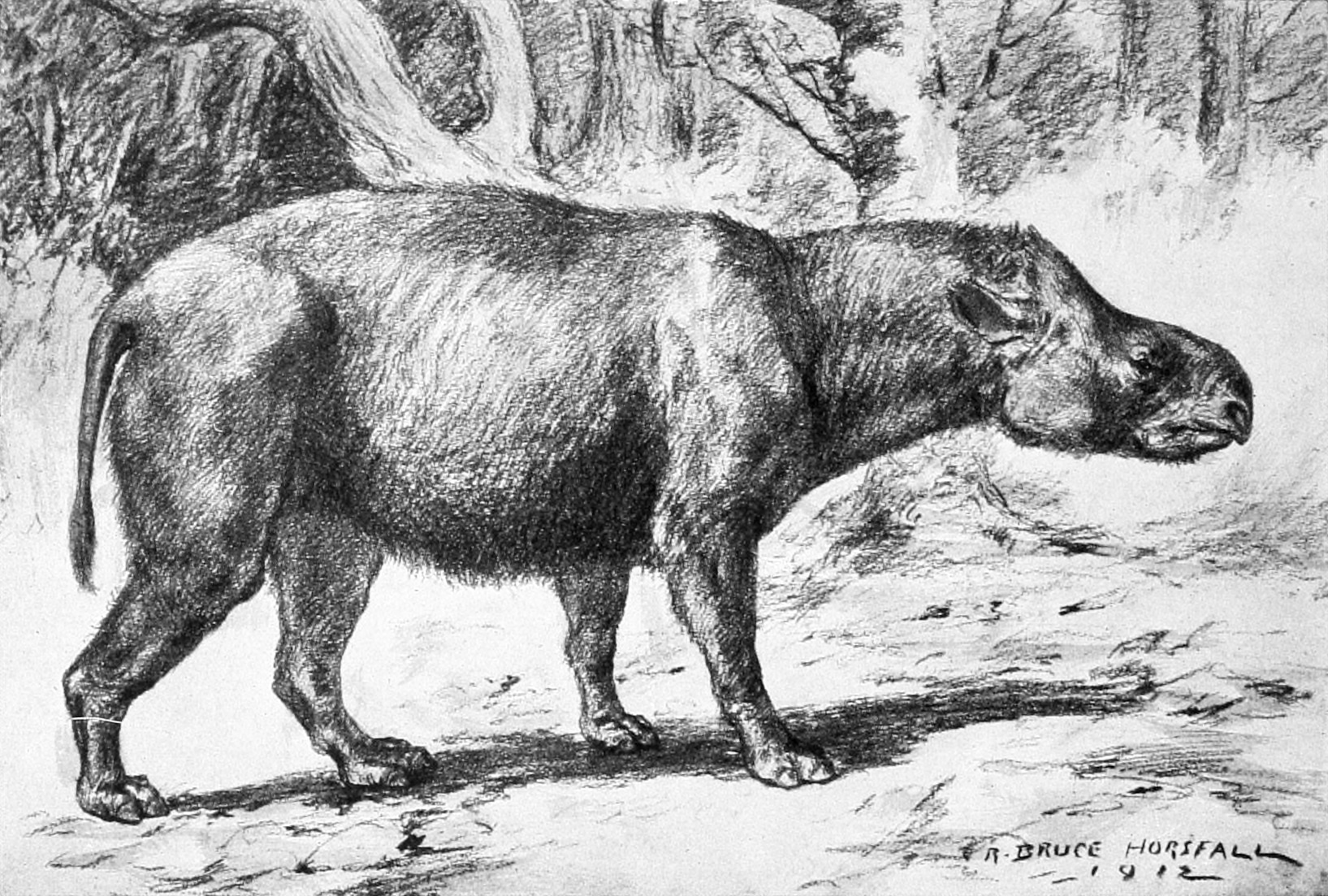
Zeichnerische Rekonstruktion von Diceratherium aus dem Jahr 1913

Die mehr oder weniger hochkronigen Zähne lassen auf eine gewisse Spezialisierung auf harte Pflanzennahrung schließen. Für einige Fundstellen mit Überresten von Diaceratherium, vor allem in Oregon, werden nur leicht bewaldete, teils nasse Wiesensteppen rekonstruiert. Diese offenen Landschaften entstanden im Übergang zum Miozän durch klimatische Veränderungen hin zu kühleren Klimabedingungen. Zum mittleren Miozän hin entstanden dann auch trockene, halbwüstenartige Steppen an diesen Fundstellen.
Im Schädelbau von Diaceratherium lässt sich ein gewisser Sexualdimorphismus feststellen, der bei heutigen Nashörnern nur selten auftritt. Männliche Tiere haben generell robustere Schädel mit ausladenden Jochbeinen. Das Nasenbein ist hier auch generell kräftiger und dicker, was im Alter noch zunimmt. Schädel weiblicher Tiere sind schlanker, das Nasenbein länger und schmaler und besitzt keine rauen Oberflächen. Möglicherweise hatten Kühe von Diceratherium generell keine Hörner ausgebildet.
Trotz der zahlreichen Funde sind bisher kaum pathologische Veränderungen bekannt. An nur einem von mehr als 60 aus der Marsland-Formation bekannten Oberschenkelknochen fanden sich krankheitsbedingte Krümmungen, die auf Osteoarthritis zurückzuführen sind und eine Schaftbiegung von etwa 30° hervorriefen, wobei auch das Knie beeinträchtigt ist.

## Systematik
Die Gattung Diceratherium gehört zur Familie der Nashörner und wird innerhalb dieser zur Unterfamilie der Diceratheriinae gestellt. Diese stammesgeschichtlich sehr alte Unterfamilie wird in zwei Triben untergliedert, wobei Diceratherium der Tribus Diceratheriini angehört, welche der Tribus Trigoniadini gegenübersteht und durch zwei paarig angelegte Hörner charakterisiert ist. Der Vorläufer dieser Nashorngattung war höchstwahrscheinlich Subhyracodon, aus dem sie sich kontinuierlich entwickelte. Ein weiterer Verwandter ist das erst 2005 beschriebene Skinneroceras.
Heute werden sechs Arten anerkannt, die zu Diceratherium gehören:
- D. annectens (Marsh, 1873)
- D. armatum Marsh, 1875
- D. mariottae Santos, Prothero & Welsh, 2023
- D. niobrarense Peterson, 1906
- D. radtkei Prothero & Rasmussen, 2008
- D. tridactylum (Osborn, 1893)

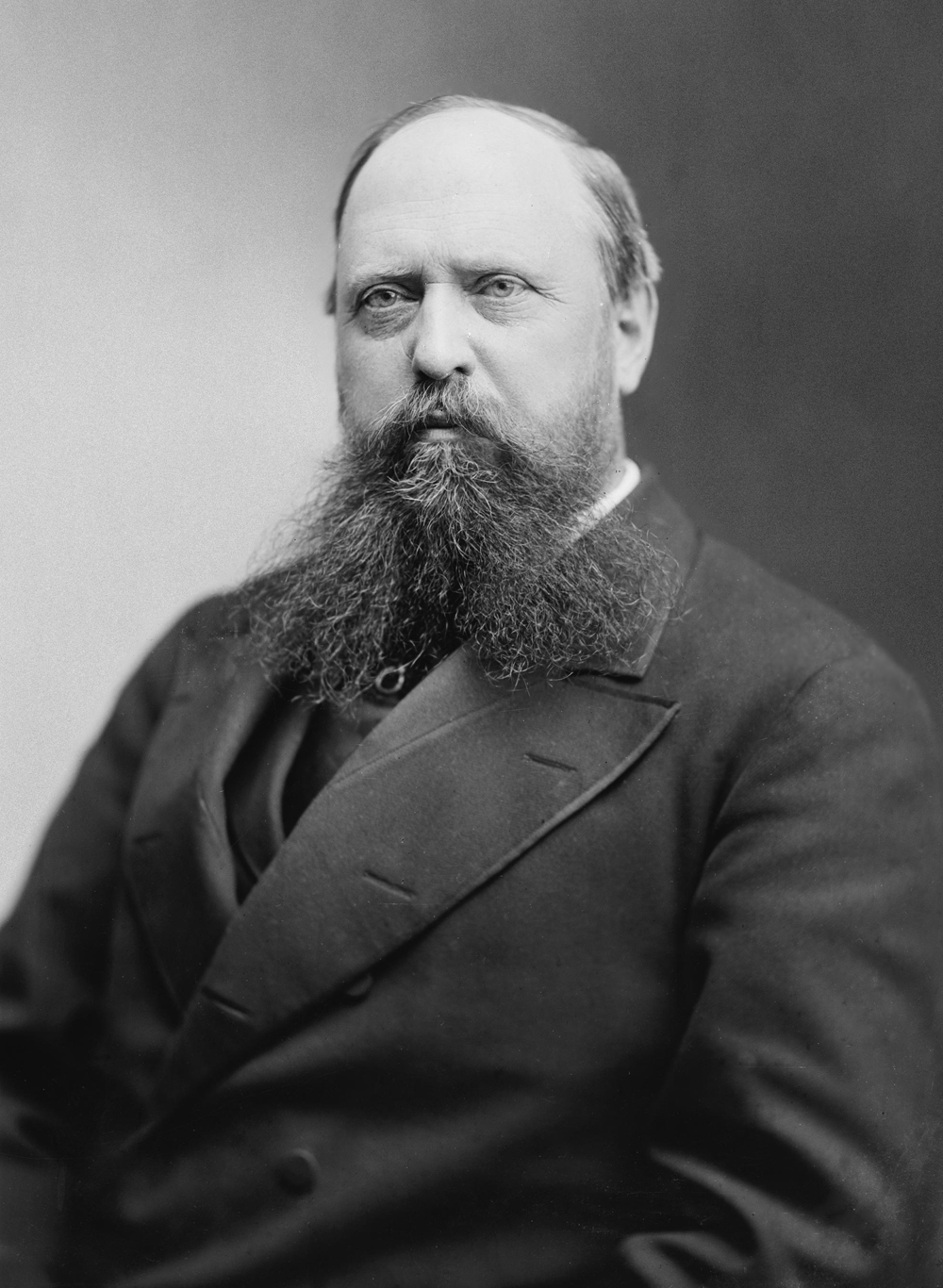
Othniel Charles Marsh

Die ersten Funde von Diceratherium wurden ursprünglich von Othniel Charles Marsh im Jahr 1870 und 1873 zur Gattung Rhinoceros verwiesen, erst 1875 erfolgte durch denselben Autor die Erstbeschreibung anhand von Funden nahe dem John Day River in Oregon; es war das erste Nashorn mit deutlichen Hornbildungen, dass aus Nordamerika beschrieben wurde. Der wissenschaftliche Name setzt sich aus den griechischen Wörtern δι (Vorsilbe di- „zwei-“), κέρας (kéras „Horn“) und θηρίον (thērion „Tier“) zusammen und bezieht sich auf die paarigen Nasenhörner.
Anfänglich kam es häufig zu Verwechslungen mit Aceratherium, einem eigentlich hornlosen Nashorn aus der Gruppe der Aceratheriinae, das weitgehend im Miozän lebte, aber wesentlich fortgeschrittener war. Henry Fairfield Osborn beschrieb das vollständige Skelett vom White River in South Dakota zuerst als Aceratherium tridactylum, wobei der Artzusatz tridactylum der damaligen Vorstellung geschuldet war, alle frühmiozänen Nashörner hätten eigentlich vierstrahlige Vorderfüße. Später revidierte er seine Meinung. Auch mit Menoceras, einem ebenfalls paarige Nasenhörner tragenden Tier aus der Gruppe der Rhinocerotinae gab es häufig Verwechslungen. Jedoch hat Menoceras wesentlich modernere Merkmale, wie einen kürzeren Schädel, ein stärker reduziertes Gebiss und komplizierter gefaltetem Zahnschmelz auf den Kauoberflächen der Backenzähne. Auch die Struktur des Nasenbeins zeigt mit deutlich gerundeten Hornansatzflächen Unterschiede zu Diceratherium mit seinen eher länglich gestreckten Hornansätzen auf.
Diceratherium ist erstmals im Frühen Oligozän vor rund 33 Millionen Jahren nachgewiesen (lokalstratigraphisch dem Frühen Whitneyum zugewiesen) und ging aus Subhyracodon hervor. Die älteste Art war das kleine D. tridactylum. Im späteren Oligozän zum Miozän hin entwickelte sich das riesige D. radtkei, dass bisher aber nur durch wenige Funde bekannt ist. Die Nashorngattung starb im Mittleren Miozän vor etwa 14 Millionen Jahren aus (lokalstratigraphisch Spätes Arikareeum bis Frühes Hemingfordium), jüngste Art war D. niobrarense. Mit dem Aussterben von Diceratherium erlosch auch der Zweig der Diceratheriini.